# Manoir de Soulangy
Le manoir de Soulangy, ou le Logis, est un édifice datant du XVIIe siècle et situé à Soulangy, en France.

## Localisation
Le monument est situé dans le département français du Calvados, au nord-ouest du bourg de Soulangy.

## Architecture
L'édifice est inscrit au titre des Monuments historiques depuis le 14 décembre 1928.